# ماتيا دي شيليو
ماتيا دي شيليو (بالإيطالية: Mattia De Sciglio)‏، من (مواليد 20 أكتوبر 1992 في ميلانو، إيطاليا). لاعب كرة قدم إيطالي، خريج أكاديمية إيه سي ميلان بريميفيرا و يلعب حاليا لصالح نادي يوفينتوس بعد ما انتقل إليه من إيه سي ميلان الإيطالي الذي كان يلعب لصالحه منذ 2011 في مركز الظهير الأيمن. من اصغر اللاعبين الذين لعبوا في الفريق الأول في تاريخ الدورى الايطالى. شارك في جميع المراحل السنية في المنتخب الإيطالي، لكن أول استدعاء له للمشاركة مع المنتخب الإيطالي كانت في 15 أغسطس 2012، أمام المنتخب الإنجليزي و انتهت بهزيمة منتخب إيطاليا بهدفين مقابل هدف ولم يلعب في تلك المباراة. بينما كانت أول مشاركة مع المنتخب الإيطالي كانت في 15 مارس 2013، أمام المنتخب البرازيلي و انتهت بالتعادل هدفين لكل منها.

## إنجازاته
إيه سي ميلان
- كأس السوبر الإيطالي (2): 2011، 2016

 يوفنتوس
- الدوري الإيطالي (3): 2017–18، 2018–19، 2019–20.
- كأس إيطاليا (1): 2018
- كأس السوبر الإيطالي (1): 2018

## روابط خارجية
- ماتيا دي شيليو على موقع الاتحاد الدولي (مؤرشف)  (الإنجليزية)
- ماتيا دي شيليو على موقع الاتحاد الأوربي (الإنجليزية)
- ماتيا دي شيليو على موقع قاعدة بيانات كرة القدم.إي يو (الإنجليزية)
- ماتيا دي شيليو على موقع بيانات كرة القدم. دي إي (الألمانية)
- ماتيا دي شيليو على موقع ليكيب (الفرنسية)
- ماتيا دي شيليو على موقع ناشيونال فوتبول تيمز (الإنجليزية)
- ماتيا دي شيليو على موقع Soccerbase.com (لاعب) (الإنجليزية)
- ماتيا دي شيليو على موقع Soccerway.com (الإنجليزية)
- ماتيا دي شيليو على موقع عالم كرة القدم.نت (الإنجليزية)
- ماتيا دي شيليو على موقع كووورة